# Herman Gvardjančič
Herman Gvardjančič, slovenski slikar, * 21. oktober 1943, Gorenja vas, Škofja Loka.

## Življenje
Herman Gvardjančič se je rodil kot drugi otrok v Gorenji vasi-Reteče leta 1943 po očetovi smrti Hermanu, strojevodji, ki je bil žrtev druge svetovne vojne in materi Jerici, tovarniški delavki. Osnovno šolo je obiskoval v rojstnem kraju. Po šoli za oblikovanje je Gvardjančič študiral na Pedagoški akademiji v Ljubljani (1963–1964), njegovi mentorji so bili Zoran Didek, France Uršič, M. Kranjc), nato slikarstvo na Akademiji za likovno umetnost v Ljubljani (1964/65–1968), pri Frančišku Smerduju, Slavku Pengovu, Francetu Miheliču, Mariju Preglju, Nikolaju Omersi, Klavdiju Zorniku, diplomiral pri Maksimu Sedeju). Na ALU je leta 1970 magistriral pri Zoranu Didku. Študijsko je potoval na Poljsko (1974) in v Nemčijo (1977). Od leta 1971 je služboval po osnovnih šolah, med letoma 1987 in 1997 je bil profesor risanja in slikanja na Pedagoški fakulteti v Ljubljani. Od leta 1997 je bil profesor in predstojnik oddelka za risanje in slikanje na Akademiji za likovno umetnost in oblikovanje v Ljubljani. Živi in dela v svojem rojstnem kraju.

## Likovno ustvarjanje
Njegove kreacije vedno temeljijo na predmetnem in ne na abstraktnem. Kljub razširjeni uporabi novih tehničnih reprodukcijskih medijev v umetnosti vztraja pri izrazni moči slikarstva, predvsem risbe.V njegovem opusu prepoznamo, da gre za slikarja kulture in etike poznega modernizma, ki kljub razširjenemu posluževanju novih tehničnih reprodukcijskih medijev v umetnosti vztraja pri izrazni moči tradicionalnega slikarstva in risanja in zaupa likovni moči slike, skozi katero izpoveduje eksistencialno utemeljenost umetnikove subjektivne izkušnje. V dela prenaša svoje doživljanje življenja, rojstva, smrti, vse te zgodbe pa mu uspe ujeti z izrednim smislom za uravnoteženo kompozicijo in celovitost ter temu doda še subtilni osebni dotik. Iz del izžarevajo prvinski nagoni človeka in psihogrami duševnih stanj umetnika.
»Gvardjančičevo preteklo in zdajšnje slikarstvo – s svojo obnovitveno močjo na dolgo negovanih temeljih ter s postopnim premikanjem znotraj trajno sprejetih in trdno vgrajenih izkušenj – vztraja na podlagi umetnikove neomajane vere v izrazno moč slikarstva kot trajne zgodovinske umetniške discipline in hkrati tudi vere v lastno slikarstvo, ki s svojo prepoznavnostjo sodeluje in obstaja v nepreglednem svetu sodobne umetnosti ob koncu dvajsetega in začetku tega stoletja.«— Ješa Denegri.
Njegova dela so prisotna v več zbirkah v Sloveniji in tujini (Karlovec, Sombor, Reka, Zagreb, Beograd, Gradec, Kunsan, Lizbona, Hirošima, Tokio, Dunaj). Za svoje delo je prejel 1981. leta nagrado Prešernovega sklada, 1988. leta Groharjevo nagrado, 1990 Jakopičevo nagrado in 2023 Prešernovo nagrado. Istega leta je bil izvoljen za izrednega člana SAZU v razredu za umetnosti.

## Pomembni ciklusi, slike  in razstave
Med letoma 1970 in 1972 je nastajal ciklus popartističnih krajin, od koder velja izpostaviti deli Cesta in Figura v pokrajini. Med letoma 1972 - 1975 Gvardjančič preide v obdobje fotorealizma, kjer je kot posrednika pri svojem videnju narave uporabil fotografijo. V tem obdobju nastanejo pomembne slike z naslovi Cumulus, Južno nebo in Superpanorama.
Med letoma 1975 in 1977 nastane ciklus slik z naslovom Tipične krajine. Dve pomembnejši sliki iz tega obdobja sta Regrat in Sence. Leta 1976 je razstavljal na Beneškem bienalu in 1977 na Mednarodni izložbi likovnih umetnosti v Beogradu. Leta 1978 je razstavljal na 12. mediteranskem bienalu v Aleksandriji. Od leta 1977 do leta 1979 slika t. i. »minimalistične krajine«. Leta 1980 naslika serijo slik z naslovom Trave.
Med letoma 1980 in 1981 nastanejo »Risbe protesta« pod naslovi V opomin na Baader Meinhof (Baader Meinhof je bila znana teroristična organizacija, ki je delovala v bivši Zvezni republiki Nemčiji), Depresije, V čast Nikolaju Pogibi (Nikolaj Pogiba je bil politični zapornik v tedanji Sovjetski zvezi).
Med letoma 1982 in 1985 nastanejo ciklusi risb, slik in akvarelov z naslovom In memoriam in Reminiscence. Leta 1983 ciklusi risb in slik na temo Hiša samomorilke Silve, Verjetni kraj samomora, Samomorilkina ograja in Intime. 1984. leta zaokroži serijo slik s ključno sliko z naslovom Hiša samomorilke Silve.
V obdobju 1983–1989 je nastal ciklus Hiše in Slovenae, z domovinsko tematiko (ob grožnji tako imenovanih Skupnih jedrih). Leta 1988 je razstavljal v Parizu v galeriji Art Ko ter v Moderni galeriji v Ljubljani s pregledno razstavo. Med letoma 1989 - 1995 nastajajo obsežni ciklusi B.N. (brez naslova), D.S.M.O. (Dotakni se mojega otoka) in A.L.V.N. (Angeli letijo v nebo).
Leta 1991 je razstavljal na razstavi Kunst Europa v Siegnu. Tega leta nastaneta tudi sliki Solea in Saita (na temo glasbe Milesa Davisa). Na dan osamosvojitve slovenije (25.6.1991) nastane slika Slovenski grb. V obdobju 1997 - 2005 je ustvarjal pod vtisom glasbe Nico (Christa Päffgen - Nico je bila nemška pevka in glasbenica). Leta 2008 je imel v Mednarodnem grafičnem centru v Ljubljani, Mestni galeriji v Ljubljani in v Galeriji sodobne umetnosti v Celju pregledno razstavo z naslovom Zapisi. Ob tej priliki je izšla tudi njegova monografija. Med letoma 2008 - 2010 je slikal ciklus Mračenja in Sigur Ros  (Sigur Ros je glasbena skupina iz Reyjkjavika).

Glede navdiha pri ustvarjanju Herman Gvardjančiča, kjer mu je služila glasba islandske skupine Sigur Ros, je umetnostni zgodovinar Milček Komelj zapisal: 
»...umetnikova krčevita poteza (je) v stiku s ponotranjenim pogledom in izraža občutenja samega slikarja. Ta se v svoji skrajni občutljivosti samodejno in čustveno prepušča impulzu narave, brez naprezanja, le z neizmerno vdanostjo, kot da je tudi on sam le del tega naravnega, a skrivnostnega sveta, ki se je vsega dotaknil s svojimi temnimi sanjami, s prešernovsko temno zarjo in v njej zajeto bolečino.«

## Samostojne razstave (izbor)
- 1981, Ljubljana, Mala galerija Arhivirano 2010-07-26 na Wayback Machine.
- 1985, Ljubljana, galerija Equrna
- 1988, Ljubljana, Moderna galerija, pregledna razstava
- 1998, Ljubljana, Grad Tivoli, Ljubljana/MGLC Arhivirano 2010-07-06 na Wayback Machine.
- 2008, Ljubljana, Mestna galerija Ljubljana, Grad Tivoli, Ljubljana/MGLC, Celje, Galerija sodobne umetnosti Arhivirano 2017-09-12 na Wayback Machine.
- 2014, Kranj, Galerija Prešernovih nagrajencev Arhivirano 2017-09-12 na Wayback Machine.
- 2015, Slovenj Gradec, Koroška galerija likovnih umetnosti

## Skupinske razstave (izbor)
- 1975, Edinburg, The Richard Demarco Gallery, aSPECT
- 1976, Benetke, Beneški Bienale
- 1989, Sarajevo, Jugoslovenska dokumenta
- 1991, Siegen, Stadtische Galerie Haus Seel, Kunst Evropa
- 2002, Beograd, Muzej savremene umetnosti, Jugoslovanski umetniški prostor 1990–1991
- 2003, Ljubljana, Moderna galerija, Do roba in naprej, Slovenska umetnost 1975–1985
- 2008, Dunaj, Kunstlerhaus, Pet slovenskih slikarjev
- 2011, Benetke, Accademia di Belle Arti di Venezia, V čast sliki
- 2015, Budimpešta, Műcsarnok, Sto slik slovenskega slikarstva: V čast sliki

## Izbrana dela
- Cumulus, 1973
- Krajina, 1977
- Krajina, 1979
- Krajina, 1980
- Leteči Max, 1984
- Reminiscence, 1985
- Solea II, 1991
- Krajina, 2001
- Krajina, 2003
- Mračenje, 2006
- Sigur Ros, 2009
- Sigur Ros, 2009
- Sigur Ros, 2010
- Requiem, 2010-11
- Iz cikla Requiem, 2012-2014
- Iz cikla Requiem, 2012-2014

- Nostalgije, 1996
- Nostalgije, 1996
- Samota, 2006
- Viharniki, 2014